# لوحات تسجيل المركبات في أندورا

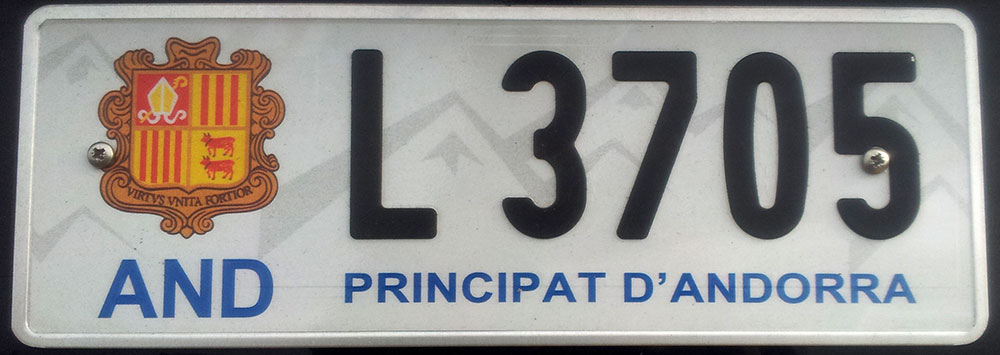
لوحة ترخيص أندورا (2011-الآن)

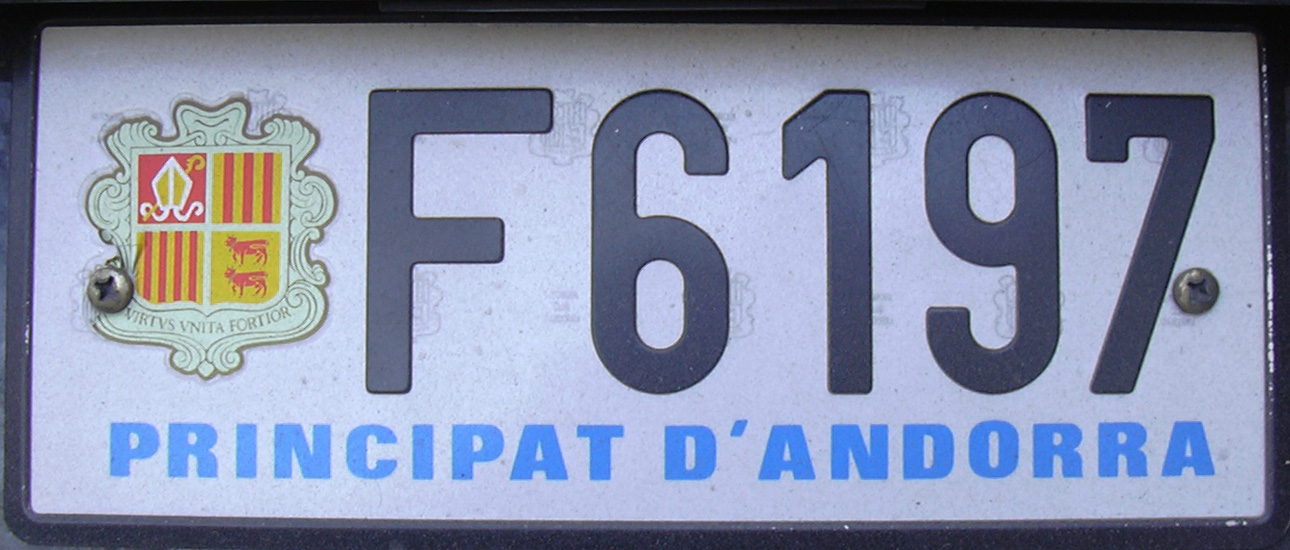
لوحة ترخيص أندورا (1989-2011)

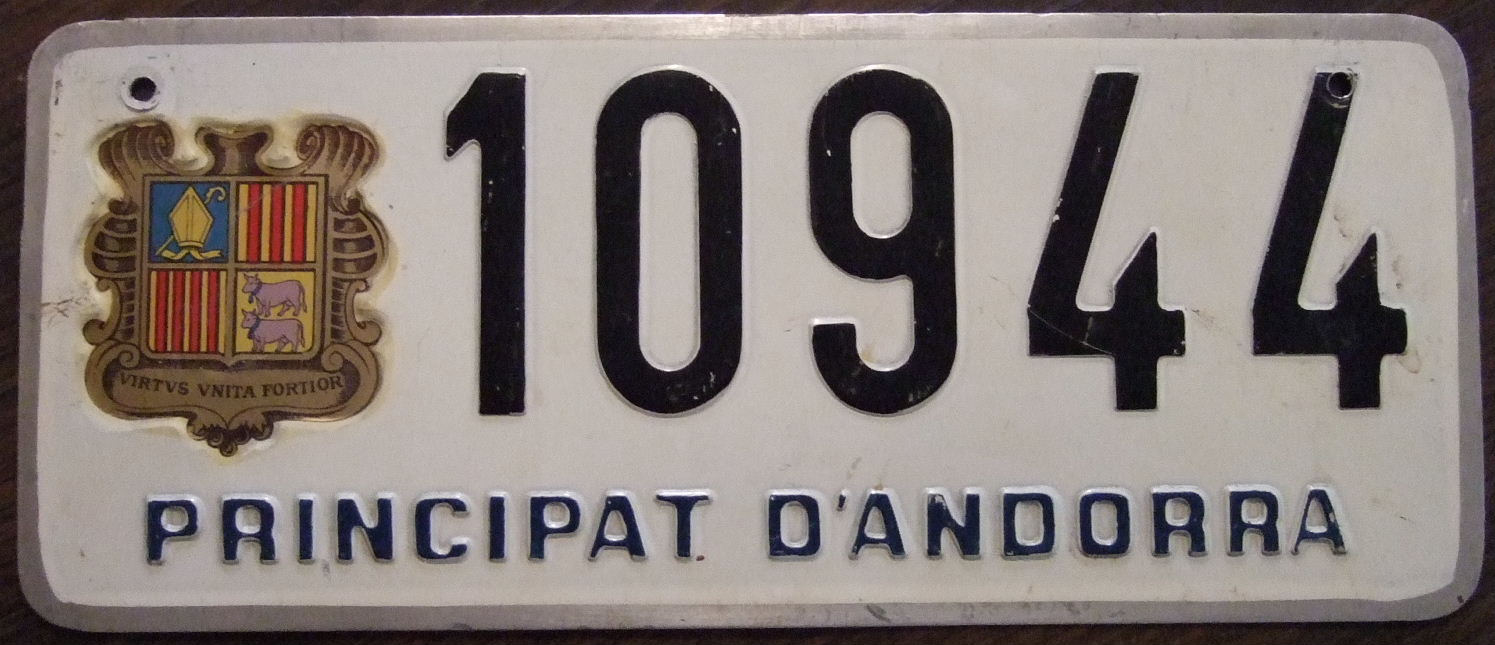
لوحة من السبعينيات

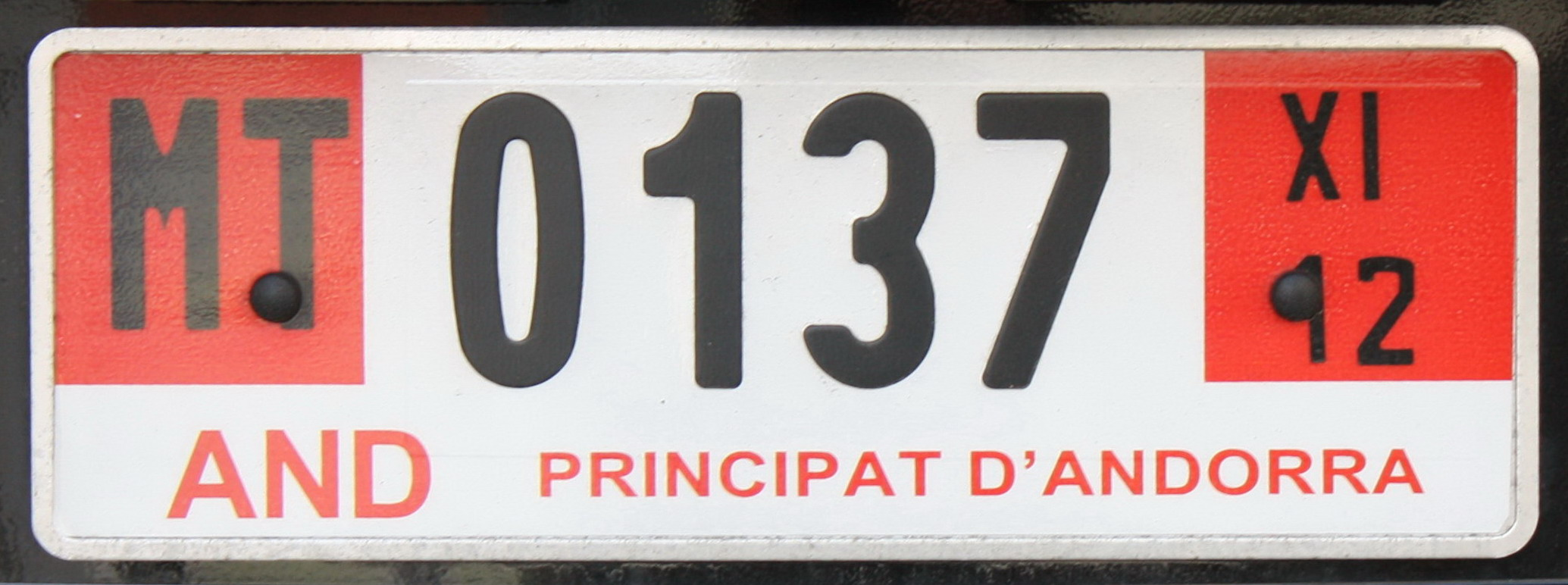
لوحة مؤقتة

في أندورا، تتكون لوحات تسجيل المركبات من حرف واحد وأربعة أرقام (على سبيل المثال A1234)، وتحتوي على شعار النبالة لأندورا ورمز الدولة (AND) على يسار الرقم التسلسلي و (بالكتالونية: Principat d'Andorra) باللون الأزرق أسفل الرقم التسلسلي. تتميز اللوحات بأرقام مسلسلة باللون الأسود على خلفية بيضاء.

## تاريخ
صدرت لوحات الترخيص الأندورية الأولى في حوالي عام 1930 وكانت تتميز أيضًا بأرقام تسلسلية سوداء على خلفية بيضاء. كانت تتألف من الأحرف "AND" متبوعة بأربعة أرقام، على سبيل المثال، AND 1234. صدرت سلسلة جديدة في عام 2011. يظهر الآن رمز الدولة (AND) في أسفل شعار النبالة.

## لوحات خاصة
- MT وتعني Matrícula Temporal تستخدم كلوحة مؤقتة. تتكون اللوحات من حرفين في مربع أحمر وأربعة أرقام وتاريخ انتهاء الصلاحية في مربع أحمر آخر.
- PROVA - تستخدم كلوحة تاجر. تتكون اللوحات من ثلاثة أرقام كحد أقصى باللون الأحمر، سنة انتهاء الصلاحية على يسار اللوحة، وحروف PROVA في الأسفل. لون اللوحة أحمر على أخضر.
- X nnn X - لوحة سيارة دبلوماسية. تتكون اللوحات من حرف واحد كحد أقصى. ثلاثة أرقام وحرف واحد. لون اللوحة أبيض على أزرق فاتح.
- VEHICLES ESPECIALS - مركبات خاصة بثلاثة أرقام فقط. لون اللوحة أحمر على أبيض.
- تستخدم المركبات الرسمية علم أندورا ثلاثي الألوان دون شعارات.